# Crisi feudal
Es coneix com a crisi feudal la transició del sistema d'organització feudal al sistema capitalista, producte de factors polítics, socials, econòmics i demogràfics; aquests factors es resumeixen en: crisi demogràfica, crisi ideològica i la monetització de les relacions econòmiques.
La crisi va tenir els seus orígens en els primers anys del segle xiv, en els quals es van presentar mobilitzacions en països que romanien apartats o separats, com ara Polònia i Bohèmia. És visible un estancament perquè, malgrat no existir una reculada en termes de desenvolupament econòmic, el progrés va ser molt lent.
Això, conjuminat amb la barreja entre l'ànsia i la inconformitat de la població, basada en unes relacions socials molt estratificades, va ocasionar la interrupció de l'expansió en el comerç exterior. D'altra banda, va haver-hi un important decreixement de la densitat de població a conseqüència de la fam del 1315 al 1317 i la pesta negra del 1348, successos històrics que van ocasionar l'augment de la taxa de mortalitat i la reducció de la taxa de natalitat, provocats per la manca d'aliments, relacionada amb els canvis climàtics, la falta de serveis sanitaris i la congestió de ciutats i pobles.

## Crisi demogràfica
La població europea l'any 1050 era de 46 milions, quantitat que anà augmentant fins a arribar a 73 milions l'any 1300.
En els segles previs al XIII, la tala de boscos era constant; no obstant això, a la fi del segle xiii, tant la desforestació com el creixement demogràfic es van estancar. Des del segle xiii fins al XIV Europa fou testimoni d'importants canvis climàtics; els hiverns van ser més perllongats, freds i humits al Nord d'Europa; el mar Bàltic es congelà tres vegades, mentre que a Alemanya i als Països Baixos les inundacions s'incrementaren; el descens en la temperatura fou tan significatiu que també rius com el Tàmesi i el Roine es van congelar.
Les principals repercussions sobre el canvi climàtic i la desforestació donada en segles passats van ser l'erosió, la pèrdua de la fertilitat del sòl, la maduració inacabada dels productes agrícoles i la pèrdua de bestiar, factors que van limitar l'oferta d'aliments. Tot plegat, sumat a l'excés de població comparat amb la quantitat de recursos i tecnologia disponibles, van estancar l'economia i van provocar tensió social. Durant aquest període, l'increment urbà i demogràfic generà una demanda major d'aliments.
La major part dels productes agrícoles van apujar de preu, mentre que, en reduir-se considerablement l'oferta de treball en comparació a la mà d'obra existent, el nivell salarial es veié afectat i la relació entre el senyor feudal i el serf va fer un gir important; el senyor feudal va preferir atorgar un salari als serfs, perquè el cost per mantenir-los fos menor i perquè ell pogués, en canvi, obtenir guanys derivats de la venda de la collita realitzada pel seu treballador.
L'any 1317, unes abundants pluges estivals en forma de tempesta van donar com a resultat una successió de tres anys de males collites coneguda com la Gran Fam de 1315-1317, en la qual es va veure reflectida l'escassetat en la producció d'aliments; aquest esdeveniment tingué un impacte considerable, ja que tan sols a Ieper, una ciutat dedicada al tèxtil i actual província de Bèlgica, 2.794 cadàvers van ser enterrats per mandat del magistrat comunal, equivalent al 10% de la seva població total. Les tensions socials durant aquest període van incrementar-se, traduïdes en brots de violència i aixecaments del sector agrícola cap als senyors i patrons, i ocasionades per l'augment dels impostos en conjunt amb els baixos nivells salarials.
Tres dècades després, amb un impacte major en termes demogràfics, la pesta negra del 1348 incidí molt a Europa i ocasionà la mort d'un terç de la població existent de mitjan segle xiv. França i Anglaterra foren els estats més afectats, mentre que a Hongria no va haver-n'hi incidència. Aquesta malaltia es va propagar des del continent asiàtic fins a la regió bàltica, seguint les rutes comercials dels mercaders italians.
D'acord amb xifres oficials, moriren 750 persones a Givry de les 1.800 existents; a Tolosa de Llenguadoc, la de dues terceres parts dels canonges; a Hamburg, la de 16 dels 21 oficials municipals, 12 dels 34 forners i 18 dels 40 carnissers... Entre el 25 i 35% dels habitants de ciutats de major rellevància, tals com Florència, Ypres, Lió i Reims, van perdre la vida; i aquesta xifra va augmentar fins al 70% en ciutats com Bremen.
Si bé durant les primeres dues dècades del segle xiv el decreixement de la població amb prou feines començava, després de la pesta bubònica que arrasà gran part de la població europea i reduí considerablement la demanda d'aliments, la relació preu-salari feu un canvi radical; el preu dels cereals i altres aliments es va reduir, mentre els salaris anaven augmentant. Si bé l'assalariament va tenir importants resistències a l'Europa occidental, com que els salaris van augmentar el nivell de vida i el poder adquisitiu dels camperols, les autoritats, sense èxit, van tractar d'establir un control de salaris per evitar que el seu sistema de comandament centralitzat es veiés afectat.

## Debat: rural o urbà
Hi ha un debat entre la visió teòrica urbana i la rural de la transició del feudalisme al capitalisme. Els debats Dobb-Sweezy i Brenner, però, van desacreditar la hipòtesi que sostenia que la transició es devia a l'expansió del comerç i la indústria, sectors aliens al feudal.
Del Rio explica que les recerques empíriques (desenvolupades entre 1950 i 1980) comproven que sota el marc jurídic i politicosocial feudal, en algunes parts d'Europa va haver-hi un important creixement en la producció agrícola. Això comportà el desenvolupament progressiu d'una agricultura comercialitzada, i generà la formació de classes socials dins del mateix estrat camperol. Per exemple, Labrousse demostrava que la pagesia francesa es trobava dividida en “jornalers, propietaris i arrendataris grans, mitjans i petits”.
Pel que fa a Marx i Engels, en La ideologia alemanya centraven la transició del feudalisme al capitalisme en el “món urbà”. En el Manifest del partit comunista s'assenyala que la manera de producció feudal impossibilitava un desenvolupament econòmic agrari important. “El règim feudal o gremial de producció que seguia imperant no bastava ja per cobrir les necessitats que obrien els nous mercats […] però els mercats seguien dilatant-se, les necessitats seguien creixent”.
Segons Rodney Hilton, a la baixa edat mitjana, a Anglaterra es desenvolupà una agricultura comercialitzada que enriquí un sector de la pagesia. Aquest sector més afavorit comprà les terres dels camperols empobrits. Amb això es va promoure el ressorgiment del proletariat, ja que els camperols ara serien jornalers, i això causaria la fi de la servitud.

## Canvi ideològic
Landreth i Colander categoritzen la història en quatre mecanismes que han resolt els problemes de l'escassetat: força bruta, tradició, institucions de l'estat i Església. Al llarg d'aquesta època es van experimentar canvis en el pensament econòmic que provocaren un canvi dins de l'organització econòmica de la societat, en què l'Església era la institució social que assignava els recursos al mercat. Gràcies a l'Església s'alimentà, de manera indirecta, el capitalisme, que finalment desenvoluparia l'economia escolàstica.
L'escolàstica és un corrent ideològic eclesiàstic. En ser la institució amb major influència en l'edat mitjana, els erudits escolàstics van reunir el coneixement de les civilitzacions antigues per dirigir-lo a la religió i aplicar-lo a activitats. No es feia amb l'objectiu d'analitzar l'escassetat en les activitats econòmiques sinó perquè la conducta econòmica s'encaminés cap al pensament religiós.
A més, aportà idees sobre economia de mercat per a la transformació institucional a favor de la llibertat dels ensenyaments religiosos que veien l'activitat econòmica de manera negativa (usura). Al mateix temps contribuí al desenvolupament d'una nova ideologia coneguda com a mercantilisme, que va portar amb si la monetització de les relacions en què el senyor feudal es converteix en arrendatari en cobrar diners per l'ús de les seves terres als qui abans eren els seus serfs, que ja no estaven lligats a la terra.

## Crisi de l'Imperi Romà d'Orient
Els estats balcànics de l'edat mitjana van seguir una evolució de tipus feudal determinada per condicions històriques, desenvolupant els seus propis trets. No obstant això, hi ha una clara semblança entre l'est i l'oest d'Europa.
Amb la mort de Basili II, al 1025, sorgeix una lluita entre l'aristocràcia civil i la militar, ja que l'aristocràcia terratinent s'apoderà de l'estat i amb això, la dinastia dels Comnens establí la pronea, és a dir, concessions de terra a canvi que el beneficiari s'allistés com a soldat per nodrir les files de l'exèrcit. El beneficiari es convertia en un senyor feudal, ja que les terres eren extenses i calia que els camperols les treballessin. A més, a partir de la presa de Constantinoble s'accelera el procés de feudalització romana d'Orient.
Nicolau Svoronos estableix que des de l'època dels Comnens hi ha un canvi profund en l'esperit romà d'Orient: s'hi creen relacions socials anàlogues a les d'Occident i, per tant, s'hi aguditza el procés de feudalització. Entre aquests canvis hi ha la disminució progressiva de la població i la crisi en l'economia rural que, més tard, provocarien la crisi del feudalisme. Per a Svornos, aquest fenomen depassa els límits de la lluita existent entre la dicotomia “noblesa civil-noblesa militar”, és a dir, la pugna entre l'estat i l'aristocràcia. Sembla que assistim a un esforç de transformació de les estructures estatals amb el propòsit de sostenir el poder sobre bases socials més grans, al qual s'oposa l'aristocràcia terratinent representada per la seva banda més poderosa, la casta militar.
La dinastia dels Comnens va impedir el desenvolupament de la burgesia: remunera menys la funció exercida en interès de l'estat que la fidelitat a la família regnant. Així mateix, “mentre que a Europa occidental els senyors van pressionar els seus súbdits perquè produïssin més, a l'Imperi Romà d'Orient no existia la possibilitat d'inversions productives”.